# Ugyops atreces
Ugyops atreces är en insektsart som beskrevs av Ronald Gordon Fennah 1964. Ugyops atreces ingår i släktet Ugyops och familjen sporrstritar. Inga underarter finns listade i Catalogue of Life.